# Асафьев, Василий Андрианович
Василий Андрианович Асафьев (17 марта 1907, Верный, Семиреченская область — 1968, Таруса, Калужская область) — советский военачальник, полковник (1942).

## Биография
Родился 17 марта 1907 года в городе Верный (ныне — Алма-Ата, Казахстан). Русский.

## Военная служба
1 октября 1928 года поступил курсантом в Объединенную Средне-Азиатскую военную школу им. В. И. Ленина в городе Ташкент, по окончании которой в июне 1931 года был назначен командиром взвода 5-го стрелкового полка 2-й Туркестанской стрелковой дивизии в городе Фергана. В мае 1932 года переведен начальником снайперской команды 299-го стрелкового полка 100-й стрелковой дивизии в городе Шепетовка. С июля 1933 года командовал стрелковой и учебной ротами в 4-м Туркестанском стрелковом полку в городе Васильков Киевской области, затем был командиром стрелковой роты и батальона в 184-м Туркестанском стрелковом полку. С октября 1938 года — слушатель Военной академии РККА им. М. В. Фрунзе. После 2-го курса в апреле 1940 года был назначен заместителем командира 164-го стрелкового полка 33-й стрелковой дивизии ПрибОВО в городе Вилкавишкис.

### Великая Отечественная война
С началом войны капитан Асафьев вступил в командование полком и в составе той же дивизии 16-го стрелкового корпуса 11-й армии Северо-Западного фронта участвовал с ним в приграничном сражении, прикрывая направление Гумбиннен, Каунас. В течение 17 часов 22 июня 1941 года дивизия удерживала свою полосу обороны, только к исходу дня ее части вынуждены были отойти в район Пильвишкяй, где заняли оборону на рубеже реки Шешупе. Затем по приказу командования 11-й армии она организованно с боями отходила на Каунас и далее на Ионаву. 25 июня ее части принимали участие в контрударе из района Ионава на Кармелаву и Каунас. Однако он не принес желаемых результатов, и дивизия вынуждена была в дальнейшем отходить в район Идрицы и Себежа. С 10 июля дивизия вела упорные бои в составе 27-й армии Северо-Западного фронта, дважды оказывалась в окружении, после чего прорывалась на Торопец, Сахново, Локня и далее на Холм. После выхода из окружения она была отведена в район Валдая на пополнение.
14 октября 1941 года майор Асафьев назначается командиром 940-го стрелкового полка 262-й стрелковой дивизии, находившейся на доукомплектовании. В начале декабря дивизия вошла в подчинение Калининского фронта и вела боевые действия в составе 31-й армии на подступах к городу Калинин. Командуя полком, Асафьев участвовал в Калининской наступательной операции и освобождении города Калинин. В последующем дивизия в составе армии вела наступательные бои на ржевском направлении. К концу декабря она вышла к реке Волга в районе северо-восточнее Зубцова. Зимой и весной 1942 года ее части в составе 31-й и 39-й (с 16 января) армий принимали участие в Ржевско-Вяземской наступательной операции (на сычевском направлении).
В июне 1942 года подполковник Асафьев был допущен к исполнению должности заместителя командира 262-й стрелковой дивизии и воевал с ней в составе 39-й и 41-й армий в районе города Белый. В начале июля она в течение 5 суток вела бои в окружении, но сумела выйти к основным силам 41-й армии, потеряв всю материальную часть артиллерии, часть минометов и пулеметов, весь автотранспорт. С 19 июля 1942 года дивизия в резерве Ставки ВГК. После пополнения в сентябре она вошла в состав 41-й армии. В конце ноября ее части участвовали в наступательных боях по ликвидации Лосмянско-Красно-городского узла сопротивления противника, обеспечивая правый фланг армии, действовавшей в направлении Белый, Духовщина. Затем они вели бои в районе города Белый.
В январе 1943 года Асафьев назначен командиром 74-й отдельной стрелковой бригады, входившей в 22-ю армию Калининского фронта. Бригада вела бои северо-западнее Ржева, в марте 1943 года участвовала в Ржевско-Вяземской наступательной операции.
С 5 мая 1943 года полковник Асафьев исполнял должность командира 56-й гвардейской стрелковой дивизии, формировавшейся в районе города Гжатск на базе 74-й и 91-й Сталинских добровольческих отдельных стрелковых бригад. В июне 1943 года Асафьев переведен заместителем командира 56-й гвардейской стрелковой дивизии. В августе дивизия в составе 19-го гвардейского стрелкового корпуса принимала участие в Спас-Деменской наступательной операции, вела упорные бои севернее Спас-Деменска. В конце августа ее части в ходе Ельнинско-Дорогобужской наступательной операции форсировали реку Угра и, стремительно преследуя противника, своими решительными действиями способствовали основным силам армии в освобождении города Ельня. В сентябре дивизия, прорвав укрепленную полосу обороны противника под ст. Нежода, стремительным обходным маневром участвовала в освобождении города Смоленск. Приказом ВГК от 25 сентября 1943 года ей было присвоено наименование «Смоленская». В октябре — ноябре дивизия вела упорные бои на оршанском направлении. В конце декабря 1943 года она была передислоцирована из-под Орши в район озера Сенчитское (юго-восточнее Великих Лук), где вошла в состав 2-го Прибалтийского фронта. В начале января 1944 года дивизия была переброшена в район озера Свибло (юго-восточнее Идрицы), где вела тяжелые наступательные бои в районе западнее Новосокольники (ст. Маево), город Пустошка и на реке Великая с целью расширения плацдарма северо-западнее Новоржева. В апреле — июле она находилась в обороне западнее и южнее Новоржева, активных боевых действий не вела. С середины июля 1944 года в составе 10-й гвардейской армии 2-го Прибалтийского фронта принимала участие в Режицко-Двинской наступательной операции.
24 августа 1944 года полковник Асафьев назначен командиром 200-й стрелковой дивизии. Во второй половине сентября она в составе 3-й ударной и 42-й армий успешно действовала в Рижской наступательной операции. В конце ноября — начале декабря 1944 года она была переброшена на 2-й Белорусский фронт и вошла в 70-ю армию. С 18 января 1945 года в составе 114-го и 96-го стрелковых корпусов участвовала в Восточно-Прусской, Млавско-Эльбингской наступательных операциях по уничтожению торновской группировки противника и в боях за город Тухель. В середине февраля Асафьев был отстранен от командования и зачислен в распоряжение Военного совета фронта.
8 марта 1945 года назначен командиром 313-й стрелковой дивизии. В составе 19-й армии участвовал с ней в Восточно-Померанской наступательной операции, в освобождении городов Штольп и Гдыня. Затем до 4 апреля части дивизии обороняли западное побережье Балтийского моря в районе городов Кезлин и Кольберг, с 1 мая участвовали в Берлинской наступательной операции, в боях на побережье Балтийского моря в районе острова Волин. За бои по овладению городами Шлохау, Штегерс, Хаммарштайн, Бальденберг, Бублиц дивизия была награждена вторым орденом Красного Знамени (5.4.1945), за взятие города Штольп — орденом Суворова 2-й ст. (5.4.1945), а за освобождение г. Гдыня — орденом Кутузова 2-й ст. (17.5.1945).
За время войны комдив Асафьев был пять раз персонально упомянут в благодарственных в приказах Верховного Главнокомандующего.

### Послевоенное время
С июля 1945 года состоял в распоряжении Военного совета СГВ.
С октября 1945 года — заместитель командира 126-й стрелковой дивизии Таврического ВО.
С марта 1946 года — заместитель командира 263-й стрелковой дивизии.
В октябре 1946 года переведен преподавателем кафедры тактики Военно-транспортной академии РККА им. Л. М. Кагановича в Ленинграде.
С января 1947 года — военком Каменского РВК Кировоградской области.
С 15 мая по 25 ноября 1950 года проходил подготовку на Куйбышевских курсах усовершенствования офицеров местных органов военного управления.
В ноябре 1951 года назначен военкомом Александрийского РВК Кировоградской области.
31 августа 1954 года полковник Асафьев уволен в отставку по болезни.

## Награды
- орден Ленина (03.11.1953)[3]
- три ордена Красного Знамени (18.09.1943[4], 11.06.1945[5], 20.06.1949[3])
- орден Кутузова II степени (10.04.1945)[6]
- два ордена Красной Звезды (21.02.1942[7] 03.11.1944[3])
- медали в том числе:
  - «За победу над Германией в Великой Отечественной войне 1941—1945 гг.»
  - «За взятие Кёнигсберга»

Приказы (благодарности) Верховного Главнокомандующего в которых отмечен В. А. Асафьев.
- За овладение городами Хойнице (Конитц) и Тухоля (Тухель) — крупными узлами коммуникаций и сильными опорными пунктами обороны немцев в западной части Польши. 15 февраля 1945 года. № 280.
- За овладение городом Штольп — важным узлом железных и шоссейных дорог и мощным опорным пунктом обороны немцев в Северной Померании. 9 марта 1945 года. № 297
- За овладение городами Гнев (Меве) и Старогард (Прейсиш Старгард) — важными опорными пунктами обороны немцев на подступах к Данцигу. 7 марта 1945 года. № 294.
- За овладение штурмом городом Гдыня — важной военно-морской базой и крупным портом на Балтийском море. 28 марта 1945 года. № 313.
- За овладение городом Свинемюнде — крупным портом и военно-морской базой немцев на Балтийском море. 5 мая 1945 года. № 362.